# Matej Ašanin
Matej Ašanin (født 4. september 1993 i Zagreb, Kroatien) er en kroatisk håndboldspiller som spiller for Beşiktaş Istanbul i Tyrkiet og Kroatiens herrehåndboldlandshold.
Han deltog under EM i håndbold 2020 i Sverige/Østrig/Norge, hvor Kroatien vandt sølvmedaljer.